# Чехович, Густав Ромуальдович
Гу́став Ромуа́льдович Чехо́вич (1837, имение Павлиново, Рачковщина, Виленская губерния — после 1887) — поручик русской армии, командир повстанческого отряда в 1863—1864 гг. в Свенцянском уезде. Брат Леона Чеховича.

## Биография
Родился в 1837 году в имении Павлиново (Рачковщина) под Свенцянами в дворянской семье герба «Остоя». После службы в армии вышел в отставку, занимался хозяйством.
Его отец — отставной поручик Ромуальд Матвеевич Чехович, кавалер ордена Святого Владимира 4-й ст., в 1859 году являлся депутатом Дворянского собрания по Свенцянскому уезду Виленской губернии.

## Восстание 1863 года
Во время восстания 1863 года Виленский повстанческий комитет назначил военным начальником Свенцянского уезда бывшего офицера русской армии Густава Чеховича (Опора). Одновременно ему было вверено командование над создаваемым повстанческим отрядом возле Струнойцей.
В конце марта Чехович прибыл в Струнойти и занялся организацией военного отряда. Из толпы добровольцев сформировал отряд пехоты и небольшой отряд косинеров, командование которым доверил Константы Косцелецкому. Во главе взводов им были назначены офицеры Титус Шавлевич, Баранцевич и Полонский; функции адъютанта исполнял Боркман. Густав Чехович также создал небольшой кавалерийский отряд, который занимался исключительно разведкой и доставкой провианта.
Повстанцы, которые не имели своего оружия, получали его в месте дислокации отряда. Каждый из повстанцев мог получить жолд (плату), которая составляла 30 копеек серебром в сутки. Деньги в отряд доставлял казначей уездного комитета Танский либо посыльные. Когда доставить деньги не представлялось возможным, Густав Чехович необходимую сумму брал у обывателей с вручением квитанций с печатью Национального правительства.
В скором времени был получен приказ о выдвижении отряда в Вилейский уезд для соединения с отрядами Яна Козелл-Поклевского. Первоначально планировал в районе озера Нарочь объединиться с отрядом Леона Чеховича, а затем переместиться в Вилейский уезд.
В середине апреля во главе отряда, который насчитывал 100 человек, покинул Струнойтские леса и прошёл вдоль Лынтуп, Камай и Кобыльника. В конце апреля задержался в окрестностях Нарочи.
С целью воспрепятствовать соединению повстанческих сил, князем Хованским экстренно были посланы полторы роты финляндского полка и 20 казаков под командованием капитана Дмитриева. 4 мая капитан Дмитриев прибыл в Ижу, где остановился на ночлег, и отправил рапорт в Кобыльник. На рассвете часовые Дмитриева заметили повстанцев и сразу бросились их преследовать. Отряд Чеховича вынужден был принять бой в неудобном месте — в лощине между деревнями Королевцы, Любки и Утки. В лощине отряд повстанцев был разбит, после чего за этим урочищем закрепилось название «Битый Лог». Потери повстанческого отряда составили шесть убитых и восемь раненых; один попал в плен. Среди убитых были командир косинеров Костелецкий и ксендз, который находился в отряде. С остатками отряда Г. Чехович вернулся в Свенцянский уезд.
Прижатые русскими войсками, остатки отряда Густава Чеховича на протяжении 10 дней прятались в Дубникских лесах. В ночь с 29 на 30 июля отряд покинул Дубники и перебазировался в Ошмянский уезд. Между Крево и Борунами Густав Чехович встретил отряд из 80 повстанцев во главе с Каролем Ясевичем. Объединённые отряды повстанцев вернулись в Дубникские леса и возле Колодца разбили свой лагерь. С целью запутать свои следы Густав Чехович еще раз возле Довнаришек пересёк Вилию и вернулся в Свенцянский уезд. Через два дня вернулся под Дубники.
28 августа его отряд под Дубниками был атакован двумя ротами пехоты, 80 драгунами и 40 казаками. Вследствие количественного перевеса царских войск отряд после короткого боя вынужден был отступить и скрываться от преследования. Среди повстанцев были три убитых и три раненых. Среди погибших был Кароль Ясевич, командир тыловой стражи. После боевого столкновения под Дубниками Густав Чехович передислоцировался с отрядом в Островецкие леса Ошмянского уезда.
В начале сентября он решил распустить отряд. Среди тех, кто решил покинуть отряд, насчитывалось только пять человек. Через них Чехович передал письма своим родным. Сам во главе отряда, который насчитывал 35 человек, решил пробиваться в Августовский уезд Августовской губернии.

## Эмиграция
После подавления восстания Густав Чехович перебрался во Францию. В «Алфавитном списке» по розыску участников восстания от 1 октября 1864 года указано: «Чехович Густав. Дворянин Свенцянского уезда, где у отца имение. Скрылся». В Виленской губернии бытовали слухи, что Чехович был расстрелян в Динабургской крепости.
Письмо Густава Чеховича, в котором он сообщал семье о своем возвращении весной 1864 г., и слухи среди крестьян о приходе польских и французских войск долгое время беспокоили царские власти.
Во Франции служил старшим кондуктором на железной дороге Париж — Лион. В звании капитана принимал участие во франко-прусской войне 1870—1871 годов.
В 1887 году переехал в Беса-Сур-Братс.

## Семья
Во Франции женился на Марие Свионтецкой, внучки писателя Игнатия Ходзьки.

## Творчество
За 1859—1863 гг. оставил дневники. В частности, в своем «Дневнике» Густав Чехович описывает, как утомленные длинными переходами и голодные, однако крепкие духом, бойцы отряда в количестве 36 человек нападают на две неприятельские роты, предпочитая неволе смерть.